# KF Skrapari
Klubi Futbollistik Skrapari is een voetbalclub uit Çorovodë in de Albanese gemeente Skrapar. Tot het seizoen van 2005/06 heette de club nog 5 Shtatori, wat "5 september" betekent. Nadien werd de naam naar de huidige aangepast.
Groep A (noord): Arnisa · Bulqiza · Eagle · Kinostudio · Klosi · Shënkolli · Përmeti · Prestige

Groep B (zuid): Albpetrol · Gramozi · Himara · Këlcyra · Osumi · Skrapari · Tepelena